# Unity Tour
De Unity Tour is de eerste wereldtournee van The Jacksons sinds het overlijden van Michael Jackson in 2009.

## Geschiedenis
Tito Jackson, Jermaine Jackson, Marlon Jackson en Jackie Jackson begonnen de tournee op 20 juni 2012 in Rama (Canada). Het plan was om alleen op te treden in de Verenigde Staten, maar de tournee werd zo goed ontvangen en bejubeld door de pers dat de plannen gewijzigd werden. Er werden tientallen nieuwe optredens bij gepland in Europa, Azië, Australië en Afrika. Tijdens de tournee werden nummers van The Jackson 5 c.q. The Jacksons, Michael Jackson en Jermaine Jackson opgevoerd.
Op 7 maart 2013 stonden The Jacksons in de Heineken Music Hall te Amsterdam. Eerder nog, in november 2012, speelden The Jacksons verschillende nummers tijdens het evenement Night of the Proms in Antwerpen en Rotterdam ter promotie van de tournee.

## Programma
1. Can You Feel It
2. Blame It on the Boogie
3. I Wanna Be Where You Are
4. Rock with You
5. Show You the Way to Go
6. Lovely One
7. We're Here to Entertain You (video-intermezzo)
8. Good Times
9. Looking through the Windows
10. Time Waits for No One
11. Heaven Knows I Love You Girl
12. Push Me Away
13. Man of War
14. Gone Too Soon
15. The Jackson 5 Medley: I Want You Back/ABC/The Love You Save/Dancing Machine/Never Can Say Goodbye
16. All I Do Is Think of You
17. I'll Be There
18. Dynamite
19. Let's Get Serious (in de Europese reeks "When the Rain Begins to Fall")
20. Do What You Do (in de Europese reeks weggelaten)
21. Can't Let Her Get Away
22. Heartbreak Hotel
23. Wanna Be Startin' Somethin'
24. Don't Stop 'til You Get Enough
25. Shake Your Body (Down to the Ground)

## Bandleden
- Zang: Jackie Jackson
- Zang: Marlon Jackson
- Zang en gitaar: Tito Jackson
- Zang en basgitaar: Jermaine Jackson
- Achtergrondzang: Yvette Barlowe
- Basgitaar: Brandon K. Brown
- Gitaar: Tommy Organ
- Gitaar: Kyle Bolden
- Keyboard: Kenneth K.T. Townsend
- Keyboard: Rex Salas
- Drums: Chad Wright
- Percussie: Stacey Lamont Sydnor